# Égi madár (film, 1958)
Az Égi madár 1958-ban bemutatott magyar filmdráma, melyet Móricz Zsigmond azonos című regényéből, Cseres Tibor forgatókönyve alapján Fehér Imre adaptált filmvászonra.

## Rövid történet
Panni és Miska fiatal zsellérek, és miközben együtt aratnak, szerelem ébred köztük egymás iránt; ám Komáromi nagygazda is szemet vet a lányra. Miska előbb szembeszáll vetélytársával, majd mégis inkább elhagyja a falut. Panni hamarosan Komáromi neje és így egyben a falu első asszonya lesz. A házasság azonban csak jómódot hoz neki, jólétet nem: az urával nem szeretik egymást és az új családjában is csak békétlenségre lel.
Egy napon Miska váratlanul visszatér, de Panni kimérten fogadja, sőt – némi kölcsönös vagdalkozás után – ki is utasítja. Férjének is mindenről beszámol, ám miután Komáromi nem óhajt személyesen elégtételt venni, szimplán „csak” a rendőrséghez fordul, az asszonyban olthatatlan gyűlölet ébred iránta. Így amikor újra találkozik Miskával, immár ő nem engedi, hogy a legény egyedül induljon vissza Pestre…

## Közreműködők

### Szereplők
- Szabó Ildikó – Panni
- Kiss Ferenc – Komáromi gazda
- Szirtes Ádám – Miska
- Somogyi Erzsi – Édes
- Bánhidi László – Atyus
- Kiss Manyi – Öregasszony
- Vass Éva – Miska anyja
- Berek Kati – Lídia
- Makláry János – Lídia apja
- Agárdy Gábor – Apa

### Alkotók
- Rendező: Fehér Imre
- Író: Móricz Zsigmond
- Forgatókönyvíró: Cseres Tibor
- Zeneszerző: Vincze Imre
- Operatőr: Forgács Ottó
- Vágó: Kerényi Zoltán